# Grand Prix Formule 1 van Dallas
De Grand Prix van Dallas was een race uit het Formule 1-kampioenschap die één keer meetelde voor het kampioenschap, in 1984. Deze race, verreden op het circuit van Fair Park, werd gewonnen door Keke Rosberg. Van 1988 tot 1996 was het ook een race in de Amerikaanse Trans-Am Series, waarbij het decor in 1989 veranderde naar het nabijgelegen Addison en in 1993 naar een stratencircuit rond de Reunion Arena.

## Winnaars van de Grand Prix
| Jaar | Coureur      | Constructeur   | Verslag |
| ---- | ------------ | -------------- | ------- |
| 1984 | Keke Rosberg | Williams-Honda | Verslag |

Grand Prix Formule 1 van de Verenigde Staten: 1908 · 1910 · 1911 · 1912 · 1914 · 1915 · 1916 · 1959 · 1960 · 1961 · 1962 · 1963 · 1964 · 1965 · 1966 · 1967 · 1968 · 1969 · 1970 · 1971 · 1972 · 1973 · 1974 · 1975 · 1976 · 1977 · 1978 · 1979 · 1980 · 1989 · 1990 · 1991 · 2000 · 2001 · 2002 · 2003 · 2004 · 2005 · 2006 · 2007 · 2012 · 2013 · 2014 · 2015 · 2016 · 2017 · 2018 · 2019 · 2021 · 2022 · 2023 · 2024 · 2025 · 2026

Indianapolis 500: 1950 · 1951 · 1952 · 1953 · 1954 · 1955 · 1956 · 1957 · 1958 · 1959 · 1960

Grand Prix Formule 1 van de Verenigde Staten West: 1976 · 1977 · 1978 · 1979 · 1980 · 1981 · 1982 · 1983

Grand Prix Formule 1 van Las Vegas: 1981 · 1982 · 2023 · 2024 · 2025

Grand Prix Formule 1 van de Verenigde Staten Oost: 1982 · 1983 · 1984 · 1985 · 1986 · 1987 · 1988

Grand Prix Formule 1 van Dallas: 1984

Grand Prix Formule 1 van Miami: 2022 · 2023 · 2024 · 2025 · 2026 · 2027 · 2028 · 2029 · 2030 · 2031